# 奪天書
是一部2010年美國後末日及動作電影，由休斯兄弟執導、喬·西佛與蘇珊·道尼領銜製作，演員有丹佐·華盛頓、蓋瑞·歐德曼、米娜·古妮絲等。該影片從2009年2月於新墨西哥州開始拍攝，由艾肯娛樂出資並與Silver PicturesSilver Pictures一同製作，拍攝完成後交由華納兄弟娛樂與哥倫比亞電影發行。

## 情節
大爆炸後，世界如同一片荒漠，人們與土地幾乎沒有生產力時，有些人劫持路人為生、有些人組成了機車搶奪隊、有些人則靠著吃人肉存活下去。卡內基卻掌控了水資源，成為小鎮的霸主。每當機車搶奪隊行搶回來，必定向卡內基報到，把搶來的「書」交給他，以換取飽餐與美酒。卡內基他是「知識就是力量」的代言人，他掌握著大爆炸前的文明與知能、掌握水源，但他明白，「暴力」終究是無法統治全世界的，能統治世界的，唯有──「正確的語言」。正確的語言──可以控制人心的語言，可以引發戰爭的語言，在大爆炸之前的世界裡，的確曾有這樣的語言存在，就是「信仰」。卡內基在找一本書，一本帶著正確的語言的書，一本能幫助他控制人心的書──《圣经》。但是這本書在大爆炸之後就被刻意地焚燒殆盡了，卡內基只希望他這樣派人去找書，也許可以找到珍貴的私藏本。
男主角伊萊，某日突然聆聽到一個似乎來自內心深處、又清楚像有人在說話。他便按著聲音的指示，在瓦礫堆下，發現世上唯一僅存的一本《聖經》。原本為生存而生存的伊萊，自此有了不同的生命意義。他踏上旅程，向西前進。

## 角色
- 丹佐·華盛頓 飾 伊萊（Eli）
- 蓋瑞·歐德曼 飾 卡內基（Carnegie）
- 米娜·古妮絲 飾 索拉（Solara）
- 雷·史蒂文森 飾 Redridge
- 珍妮佛·貝爾 飾 Claudia
- Evan Jones（英语：Evan Jones (actor)） 飾 Martz
- Joe Pingue（英语：Joe Pingue） 飾 Hoyt
- Frances de la Tour（英语：Frances de la Tour） 飾 Martha
- 米高·甘邦 飾 George
- 汤姆·威茨 飾 Engineer
- Chris Browning（英语：Chris Browning） 飾 Hijack Leader
- 馬康·麥杜維 飾 Lombardi（未掛名）

## 參閱
- 以利
- 英语盲文